# Faktoid
Faktoid (av faktum och -oid, "något som liknar") är föreställningar som hålls för sanna, men som i själva verket är felaktiga. En mjukare variant är om påståendet inte kan bevisas vara felaktigt, men saknar tillräcklig grund för att man ska kunna sluta sig till att det är ett faktum.

## Historik
Ordet användes första gången 1973 av Norman Mailer i hans biografi över Marilyn Monroe. På svenska lanserades ordet 2002 av Martin Kylhammar i tidskriften Dagens Forskning. Kylhammar har bland annat i "Ett seminarium på nätet" i uppsatsen "Biografiska faktoider – 
Personhistoriens försanthållna felaktigheter" avfärdat faktoiden att Verner von Heidenstam sympatiserat med nazismen.

## Definition
I motsats till moderna vandringssägner, "klintbergare", vilka vanligen sprids från mun till mun, sprids faktoider vanligen via massmedia, där de sedan lever ett eget liv. Somliga faktoider har en gång i tiden varit sanna, men är det inte längre.
På engelska finns ordet 'factoid' som dels kan ha samma betydelse som faktoid på svenska, men oftast betyder kuriosa eller så kallat värdelöst vetande, alltså saker som är sant men saknar betydelse. Språkrådet rekommenderar att man använder det i den förra definitionen, alltså om "osanna sanningar" snarare än småfakta.

## Exempel på faktoider
- På 1960- och 1970-talet fanns det feminister som brände sina behåar i protest[5][6]
- Socialstyrelsen rekommenderade oss att äta 6–8 skivor bröd om dagen[7]
- Den danske kungen Kristian II kallades för Kristian den gode av danskarna[8]
- På medeltiden trodde alla att jorden var platt[9]
- BT Kemi-vd:n Lars Foss (1924–2007) avled i cancer kort efter att han druckit Hormoslyr i en tv-intervju 1975[10]
- Det finns en industri för snuff-filmer – alltså filmer av på riktigt utförda mord som utförs i underhållningssyfte[11]
- Det finns kräkmedel i Systembolagets varor[12]
- Badkarsvirvelns riktning beror på vilket halvklot man står på[13]
- Sverige har flest självmord per capita i världen[14]
- Ättestupa är ett brant stup där åldringar under nordisk forntid kastade sig, eller blev kastade, mot sin död[15]
- Bermudatriangeln är särskilt olycksdrabbad[16]
- Humlor kan enligt fysikens lagar inte flyga[17]
- Järnvägarnas normalspårvidd 1435 mm härrör från de romerska vägarna vilka hade spår i vägbanan med detta mått[18]
- Snus innehåller glassplitter som ska göra små hål i huden för att främja upptagning av nikotin[19]
- Ordet lagom är unikt för svenskan[20]
- Eskimåer har många fler ord för snö än svenskan[21][22]
- Vi använder bara 10 % av vår hjärna[23]
- Die dummen Schweden är ett tyskt uttryck.
- "Allt som kan uppfinnas är nu uppfunnet och därför är det lika bra att lägga ner patentverket" skulle ha sagts av Charles H. Duell, chef för amerikanska patentverket, år 1899 [24]
- Kangaroo (Känguru), det svar James Cook fick när han frågade några aboriginer vad de australiska djuren kallades, betyder "jag förstår dig inte".[25]
- När Marie-Antoinette fick höra att bönderna inte hade bröd att äta sa hon: "låt dem äta bakelser"[26]
- Delstaterna Hawaii och Alaska representeras inte på den amerikanska flaggan.